# Mario Scandola
Mario Scàndola (...) è un traduttore e latinista italiano.

## Biografia
Si occupò per Rizzoli della traduzione di tutte le commedie di Terenzio e Plauto; per lo stesso editore curò Storia di Roma dalla sua fondazione, traduzione degli Ab urbe condita libri di Tito Livio, e gli Epigrammi di Marziale.

## Opere

### Curatele
- Tito Livio, Storia di Roma dalla sua fondazione, Milano, Rizzoli, 1963-1965 (7 voll.)

### Traduzioni
- Publio Terenzio Afro, Tutte le commedie, Milano, Rizzoli, 1951
- Tito Maccio Plauto, Tutte le commedie, Milano, Rizzoli, 1953-1956 (4 voll.)
- Marco Valerio Marziale, Epigrammi, Milano, Rizzoli, 1996 (2 voll.)